# Діосмін
Діосмін (diosmetin 7-O-rutinoside) — флавоноїд. Агліконом діосміна є діосметін. Його можна знайти в Teucrium gnaphalodes — рослині роду Дубровник, ендеміку Піренейського півострова.

## Препарат
Діосмін є напівсинтетичним препаратом (змінений гесперидін). Застосовується орально при лікуванні венозних захворювань, наприклад хронічної венозної недостатності і гемороїдальної хвороби. При гострому або хронічному геморої, спільно з лігуванням варикозних вузлів, та в поєднанні з добавками харчових волокон, або в якості терапії з метою зниження вторинної кровотечі. Для контролю внутрішніх симптомів геморою, він використовується спільно з гесперидином.
Існує велика кількість клінічних випробувань, які показують, що діосмін ефективний на всіх стадіях венозної недостатності, включно з венозними виразками, та підвищує якість життя. Клінічних досліджень його ефективності при артеріальних захворюваннях немає.
Діосмін зараз є рецептурним препаратом у деяких європейських країнах (під фірмовими назвами Dio-PP, Venotec, Daflon тощо), і продається як харчова добавка в Сполучених Штатах і Європі.
Діосмін ефективний у зменшенні гіперглікемії у діабетичних щурів. Імовірно, діосмін може мати потенціал у лікуванні нейродегенеративних захворювань, таких як хвороба Альцгеймера, і його протизапальна й анти-апоптотична активність була продемонстрована в нейронних клітинах in vitro.

### Механізм дії
Діосмін збільшує судинозвужувальну дію норадреналіну на венозні стінки, що спричинює підвищення венозного тонусу, і, отже, знижує венозну ємність, розтяжність і застій. Це збільшує венозний відтік і знижує венозний гіпертиск у пацієнтів, які страждають хронічною венозною недостатністю.
Діосмін покращує лімфатичний дренаж, збільшуючи частоту й інтенсивність скорочення лімфатичних судин і збільшує загальну кількість функціональних лімфатичних капілярів. Крім того, діосмін разом з гесперидином зменшує діаметр лімфатичних капілярів та інтролімфатічний тиск.
На рівні мікроциркуляції діосмін зменшує проникність капілярів і збільшує резистентність капілярів, захищаючи мікроциркуляцію від шкідних процесів.
Діосмін зменшує експресію ендотеліальних молекул адгезії (ICAM1, VCAM1) та пригнічує адгезію, міграцію і активацію лейкоцитів на капілярному рівні. Це призводить до зменшення вивільнення запальних медіаторів, головним чином вільних кисневих радикалів і простагландинів (Е2, PGF2a).

### Регуляторний статус
Діосмін поширюється у США як харчова добавка і як рецептурне медичне харчування. FDA прийшла до висновку про відсутність достатніх доказів безпеки вживання, однак продукти діосміну використовуються в Європі вже більше 40 років без проблем. Одна компанія, яка продає діосмінові добавки, Nutratech, відповіла, що діосмін можна вважати безпечним на основі клінічних випробувань і має довгу історію використання в Європі. У США дієтичні добавки регулюються Законом про охорону здоров'я та освіту 1994 року, який не вимагає підтвердження ефективності, доки не подано жодних позовів з цього приводу. Розширена версія діосміну, Vasculera, продається як медичний харчовий продукт. Згідно з регулюванням FDA, медичні продукти харчування повинні отримувати статус GRAS (загальновизнаний безпечним) і мати науково доведену ефективність.